# Tilly (Belgique)
Pour les articles homonymes, voir Tilly.
 (mai 2023).
Si vous disposez d'ouvrages ou d'articles de référence ou si vous connaissez des sites web de qualité traitant du thème abordé ici, merci de compléter l'article en donnant les références utiles à sa vérifiabilité et en les liant à la section « Notes et références ».
Tilly [tili] (en wallon : Tiyî) est une section de la commune belge de Villers-la-Ville située en Wallonie dans la province du Brabant wallon.
C'était une commune à part entière avant la fusion des communes de 1977.

## Toponymie
Tilliacum (1560), du latin tilia, tilleul.

## Géographie
Le cadastre divise le territoire de Tilly en quatre sections : la Basse Heuval, le Strichon, la Poterie et les Hayettes.
Le village, arrosé par le Ri de Gentilsart et par de nombreux petits ruisseaux, présente un territoire assez boisé.

## Démographie
- Sources:INS, Rem:1831 jusqu'en 1970=recensements, 1976= nombre d'habitants au 31 décembre

## Histoire
Il semble que l'abbaye de Villers ait eu des possessions à Tilly, confirmées en 1197 et en 1200 par Henri Ier, duc de Brabant. Une famille seigneuriale apparut au XIIIe siècle. La seigneurie de Tilly passe aux Warfusée, ensuite aux t'Serclaes. L'un d'entre eux, Jean, joua un rôle important à la tête des armées de la Ligue catholique durant la Guerre de Trente Ans.
Comme pour tous ces villages ruraux du Brabant, la principale ressource économique fut et reste l'agriculture. En 1813, trois moulins étaient en activité. En 1859, on recensait une carrière de sable fournissant les nombreuses verreries du pays de Charleroi.